# Saint-Vincent-de-Boisset
Saint-Vincent-de-Boisset is een gemeente in het Franse departement Loire (regio Auvergne-Rhône-Alpes). De plaats maakt deel uit van het arrondissement Roanne. Saint-Vincent-de-Boisset telde op 1 januari 2022 972 inwoners.

## Geografie
De oppervlakte van Saint-Vincent-de-Boisset bedroeg op 1 januari 2022 4,11 vierkante kilometer; de bevolkingsdichtheid was toen 236,5 inwoners per km².

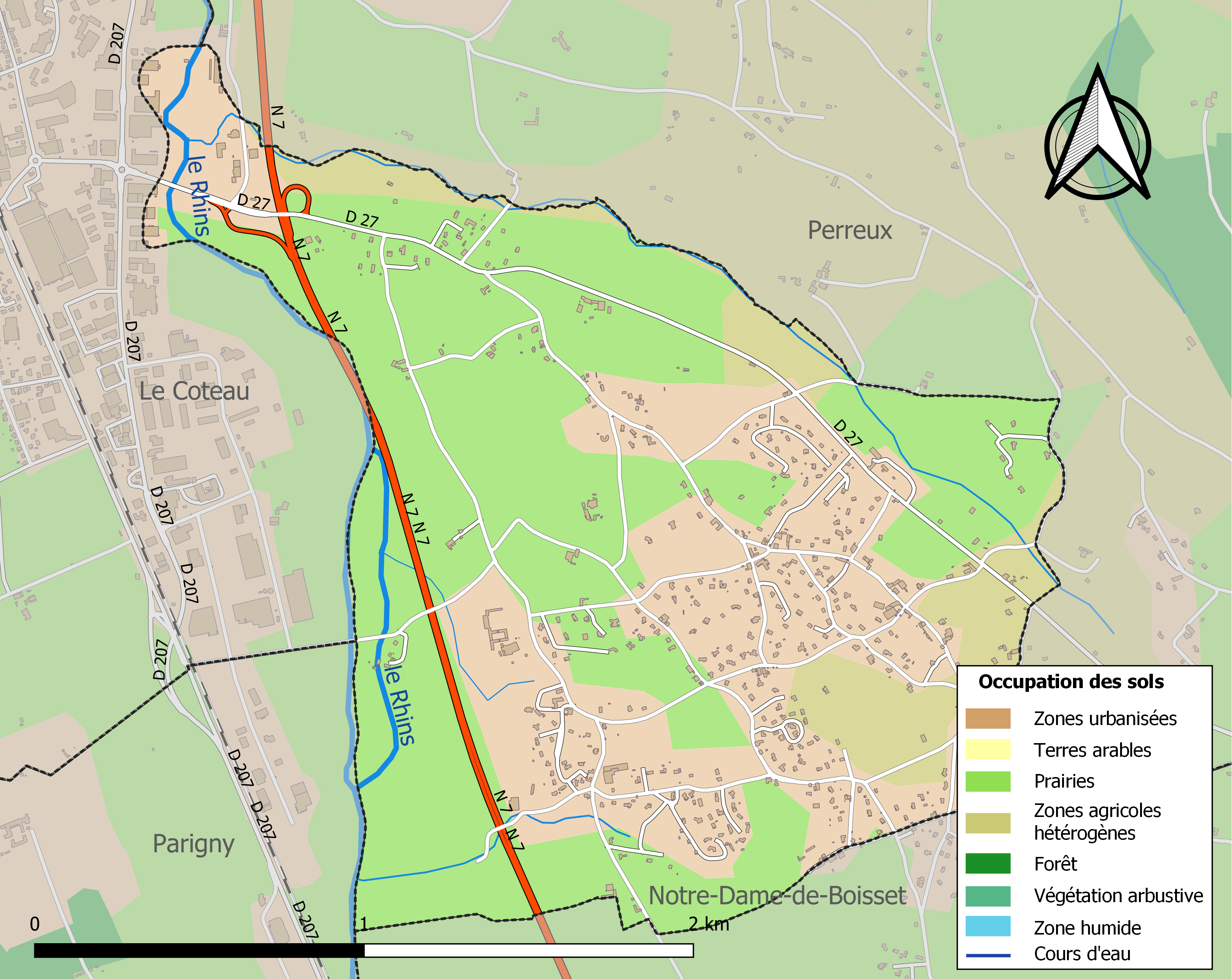
Kaart van de gemeente met de belangrijkste infrastructuur, bodemgebruik en omliggende gemeenten

## Demografie
Onderstaande figuur toont het verloop van het inwonertal (bron: INSEE-tellingen).